# Bifidobacterium
Il genere Bifidobacterium appartiene al phylum Actinobacteria, subclasse Actinobacteridae, ordine Bifidobacteriales, famiglia Bifidobacteriaceae [1]. A questo genere appartengono specie batteriche che fanno normalmente parte del microbiota intestinale umano [2]. I bifidobatteri furono isolati per la prima volta da Henry Tissier dell'Istituto Pasteur nel 1899, dalle feci di neonati sani allattati al seno e furono chiamati Bacillus bifidus [3].

## Caratteristiche
Al genere Bifidobacterium appartengono bacilli Gram-positivi pleomorfi, asporigeni, anaerobi obbligati ma talvolta aerotolleranti, chemorganotrofi, immobili. I bifidobatteri crescono singolarmente, ma anche in catene o aggregati ed hanno una lunghezza che varia da 2 a 5 µm; presentano spesso le estremità rigonfie a forma di clava e possono essere più o meno ramificati. È frequente la forma a Y, ma non sono insolite forme bastoncellari più regolari. La forma delle cellule dipende in primo luogo dalla specie di appartenenza, tuttavia anche all'interno di una singola specie la morfologia può cambiare, a seconda delle condizioni di crescita. Il pleomorfismo dipende principalmente da specifici deficit nella sintesi della parete cellulare. Le ramificazioni, infatti, aumentano a causa della carenza, nel mezzo di coltura, di fattori coinvolti nella sintesi della parete cellulare quali aminozuccheri e aminoacidi (acido aspartico, acido glutammico, alanina, serina); anche concentrazioni non ottimali di ioni calcio e sali di sodio influiscono sulla formazione della ramificazioni [2,4-6].
I bifidobatteri sono catalasi negativi, ma con alcune eccezioni. Il loro genoma è caratterizzato da un elevato contenuto di guanina (G) e citosina (C) (da 42 mol% a 67 mol%). La temperatura ottimale di crescita è compresa tra 37 °C e 41 °C a seconda dell'habitat di provenienza. Il pH ottimale di crescita è compreso tra 6,5 e 7,0; sono microrganismi acido-tolleranti ma non acidofili.  Per quanto riguarda la morfologia delle colonie dei ceppi appartenenti al genere Bifidobacterium, queste generalmente hanno margini regolari interi, sono convesse, lisce e possono essere sia opache che brillanti; il colore, su terreni non selettivi, varia dal bianco al crema [2,4-6].
Una nomenclatura aggiornata a livello di specie e subspecie è consultabile on-line sul sito http://www.dsmz.de/bactnom/bactname.htm Archiviato il 29 settembre 2007 in Internet Archive..

## Metabolismo
I microrganismi appartenenti a questo genere batterico riescono a codificare per 19 dei 20 amminoacidi del codice genetico, partendo da ammonio, piruvato e fumarato. Questo genere batterico possiede un unico pathway che coinvolge l'enzima fruttosio-6-P-fosfochetolasi, necessario per la fermentazione dei carboidrati.
Molte delle ricerche effettuate su questo genere batterico si sono concentrate sul metabolismo degli oligosaccaridi, poiché questi carboidrati sono disponibili nelle nicchie ecologiche tipiche di questi organismi. Le specie di bifidobatteri tipiche del tratto gastrointestinale dei bambini (in maggioranza bifidobacterium longum infantis) sono caratterizzate per la capacità di nutrirsi con gli oligosaccaridi del latte materno, mentre le specie associate agli adulti utilizzano oligosaccaridi vegetali, come l'amido, coerentemente con ciò che incontrano nei loro rispettivi ambienti. Poiché i bambini allattati al seno ospitano spesso grandi comunità di bifidobatteri nel tratto gastrointestinale, numerose applicazioni tentano di imitare le proprietà bifidogeniche degli oligosaccaridi del latte. Questi sono frutto-oligosaccaridi di origine vegetale o galattoligosaccaridi derivati da latticini, che sono metabolizzati in modo differenziale e distinti dal catabolismo degli oligosaccaridi del latte.

## Usi clinici
Ceppi appartenenti al genere Bifidobacterium sono spesso usati come componente probiotica in integratori alimentari.